# 東方心綺楼 〜 Hopeless Masquerade.
『東方心綺楼 〜 Hopeless Masquerade.』（とうほうしんきろう ホープレス・マスカレード）とは、同人サークル黄昏フロンティア及び上海アリス幻樂団製作の対戦型格闘ゲームである。本作品は東方Projectの二次創作ではなく、上海アリス幻樂団との共同開発作品であり、公式に東方Project第13.5弾と呼ばれている。
本項では、以降は『心綺楼』と称することとする。その他の本項で使用されている東方Project関連の略称については、東方Project#凡例を参照。

## 概要
本作は東方Projectの登場人物を起用した対戦型格闘ゲームである。ゲーム制作は黄昏フロンティアが担当し、シナリオ・技名・新キャラ設定・デザインや一部楽曲などをZUNが担当している。登場人物は博麗霊夢、霧雨魔理沙以外は『緋想天』から一新され、この2人に『星蓮船』に登場していた雲居一輪&雲山、聖白蓮、『神霊廟』に登場していた物部布都、豊聡耳神子、二ッ岩マミゾウ、『風神録』が初出となる河城にとり、『地霊殿』に登場していた古明地こいしに新規の1人を加えた10人となっている。サブタイトルのHopeless Masquerade（ホープレス・マスカレイド）は直訳すると希望のない仮面舞踏会となる。

## あらすじ
度重なる天変地異により、人間の里には厭世感が広がっていた。里の人間たちは、何をしても人間の未来は変わらないという閉塞感を感じるようになっていた。何も変わらないのなら何をしてもいいのではないかと感じ、刹那的に生きれば良いと思うようになった彼らの心は解放され、里の秩序は乱れていった。
幻想郷の宗教家たちはこうした様子に目を付け、乱れた人心を掌握すれば、里の秩序が取り戻され、自らの信仰を集めることにつながると考えた。
こうして、宗教家たちによる人気の奪い合いが始まった。

## 基本システム
今作は空中戦を主体とした対戦型格闘ゲームである。そのため、上下キーが急浮上および急降下のコマンドになっている。ただし、画面には表示されないものの、フィールド中央には基本ラインが横に引かれており、行き過ぎると基本ラインのところまで戻ってくる仕組みになっている。一応床の概念はあるものの落下した際に跳ね返る程度である。
このシステムについて黄昏フロンティアの海原海豚は『アストラスーパースターズ』に近いシステムであると話している。

また、相手のライフを0にすることで勝利するという条件のほかにも、時間切れの時に観客からの人気度が相手よりも高くても勝利として扱われる。
観客からの人気度（はい）は積極的な行動をすると上がり、消極的な行動をすると不人気度（いいえ）が上がる。
人気度が最高潮に達すると、人気爆発状態となり、霊力が回復するなどのメリットがある。ただし、この状態に相手を仕留め損ねたり、ラストワードを外すと人気度が下落するというリスクもある。

## 登場人物

### 新規の登場人物
秦 こころ（はたの こころ）
猿楽の創始者である秦河勝が使っていたお面が長い時を経て妖怪化した面霊気。六十六枚の面からなり、それぞれのお面ごとに感情が決まっている。こころ自身はほとんど感情を表に出さないが、お面を被るとその感情に変化する。｢感情を操る程度の能力｣を持ち、こころの感情は近くにいる者にも影響を及ぼす。
普段は感情がバランスを取り合い安定しているが、面が一つでも失われると感情の力が干渉しあって暴走してしまう。今回の件は彼女が｢希望｣の面を無くしてしまったことが発端であった。

### 既存の登場人物
ここでは、『心綺楼』が初登場ではない登場人物を解説する。
博麗霊夢
博麗神社の巫女。神社の復権を目指して人気争奪戦に参加する。
霧雨魔理沙
魔法使い。宗教家たちが里の熱気を利用すると考え、彼女たちを出し抜こうと人気を集める。
雲居一輪&雲山
命蓮寺で修行する妖怪と入道。白蓮の外出中寺の留守を守っていたが、白蓮に敗れた魔理沙が勝負を仕掛けてきたため調査に向かう。
聖白蓮
命蓮寺の住職。荒れた世の中を鎮めようと幻想郷各地を回る。
物部布都
道士を自称する尸解仙。神子が人気を集めに出たため、後について神子に敗れた少女へのアフターケアに回る。
豊聡耳神子
神霊廟の道士。自らが希望となり世界を救おうと考え、同業者である宗教家たちに挑む。
河城にとり
河童のエンジニア。お祭り騒ぎに便乗して命蓮寺に悪質な屋台を開いていたところを白蓮に注意され、戦闘になった事をきっかけに人気争奪戦に巻き込まれる。
古明地こいし
能力を封印したさとり。地上で宗教家たちが戦っているのを見て興味を持ち、なんとなく戦いに参加する。こころの希望の面が地割れで地底に落ちてきたときに拾い、宝物にしている。
二ッ岩マミゾウ
化け狸。人気を集める宗教家たちに人間の里の異変を伝える。マミゾウのストーリーモードは、一旦騒ぎが収束した後の顛末を宗教家たちに尋ねるものとなっている。

## 音楽
1. 塵界不変のペシミズム～心綺楼囃子 - 作曲：あきやまうに
2. 人気のある場所 - 作曲：あきやまうに
3. 春色小径　～ Colorful Path - 作曲：ZUN アレンジ：あきやまうに
4. メイガスナイト - 作曲：ZUN アレンジ：あきやまうに
5. 時代親父とハイカラ少女 - 作曲：ZUN アレンジ：あきやまうに
6. 感情の摩天楼　～ Cosmic Mind - 作曲：ZUN アレンジ：あきやまうに
7. 大神神話伝 - 作曲：ZUN アレンジ：あきやまうに
8. 聖徳伝説　～ True Administrator - 作曲：ZUN アレンジ：あきやまうに
9. 芥川龍之介の河童　～ Candid Friend  - 作曲：ZUN アレンジ：あきやまうに
10. ハルトマンの妖怪少女 - 作曲：ZUN アレンジ：あきやまうに
11. 人気のない場所 - 作曲：あきやまうに
12. 佐渡の二ッ岩 - 作曲：ZUN アレンジ：あきやまうに
13. 本日の一面記事 - 作曲：あきやまうに
14. 幻想郷の二ッ岩 - 作曲：ZUN
15. 丑三つ時の里 - 作曲：あきやまうに
16. 亡失のエモーション - 作曲：ZUN
17. 暁雲 - 作曲：あきやまうに
18. 心綺楼囃子 - 作曲：あきやまうに
19. 演者選択 - 作曲：あきやまうに
20. 使われなかった場所 - 作曲：あきやまうに
21. 人気爆発／博麗霊夢 - 作曲：ZUN アレンジ：あきやまうに
22. 人気爆発／霧雨魔理沙 - 作曲：ZUN アレンジ：あきやまうに
23. 人気爆発／雲居一輪＆雲山 - 作曲：ZUN アレンジ：あきやまうに
24. 人気爆発／聖白蓮 - 作曲：ZUN アレンジ：あきやまうに
25. 人気爆発／物部布都 - 作曲：ZUN アレンジ：あきやまうに
26. 人気爆発／豊聡耳神子 - 作曲：ZUN アレンジ：あきやまうに
27. 人気爆発／河城にとり - 作曲：ZUN アレンジ：あきやまうに
28. 人気爆発／古明地こいし - 作曲：ZUN アレンジ：あきやまうに
29. 人気爆発／二ッ岩マミゾウ - 作曲：ZUN アレンジ：あきやまうに
30. 人気爆発／秦こころ - 作曲：ZUN アレンジ：あきやまうに
31. ラストワード発動 - 作曲：あきやまうに
32. 官板黄昏新聞 - 作曲：あきやまうに

## 関連作品
暗黒能楽集・心綺楼
本作のオリジナルサウンドトラック。コミックマーケット84（2013年8月12日）にて頒布された。